# Deutscher Fernsehpreis 2022
Die Verleihung des Deutschen Fernsehpreises 2022 fand am 14. September 2022 in den MMC Studios in Köln statt, außerdem wurde die Gala zur Hauptsendezeit im Fernsehen ausgestrahlt. Die Moderation der Verleihung übernahm zum sechsten Mal in Folge Barbara Schöneberger. Am Vorabend wurden erstmals in der sogenannten „Nacht der Kreativen“ bereits die Preisträger in den Personenkategorien in Fiktion, Unterhaltung und Information im Studio Ehrenfeld ausgezeichnet. Diese Veranstaltung wurde von Jana Pareigis moderiert und am späten Abend im Fernsehen ausgestrahlt. Federführend für die Ausrichtung war turnusgemäß das ZDF.
Über Nominierte und Preisträger entschied eine Jury unter dem Vorsitz des Produzenten Wolf Bauer.
Qualifiziert für den Preis waren alle Fernsehproduktionen deutschen Ursprungs oder mit maßgeblicher kreativer und wirtschaftlicher Mitwirkung deutscher Auftraggeber, die zwischen dem 1. Juli 2021 und dem 30. Juni 2022 veröffentlicht wurden.
Die Nominierungen waren am 30. August 2022 bekanntgegeben worden. Jeweils fünf Mal nominiert wurden The Billion Dollar Code und Der Pass.
| Film/Format                             | N | A |
| --------------------------------------- | - | - |
| Der Pass                                | 5 | 2 |
| The Billion Dollar Code                 | 5 | 1 |
| Die Wannseekonferenz                    | 4 | 2 |
| Ein Leben lang                          | 3 | 0 |
| Faking Hitler                           | 3 | 2 |
| Oh Hell                                 | 3 | 1 |
| Schneller als die Angst                 | 3 | 2 |
| Becoming Charlie                        | 2 | 0 |
| Das weiße Schweigen                     | 2 | 0 |
| Deadlines                               | 2 | 0 |
| Der Palast                              | 2 | 0 |
| Eldorado KaDeWe – Jetzt ist unsere Zeit | 2 | 2 |

## Jury

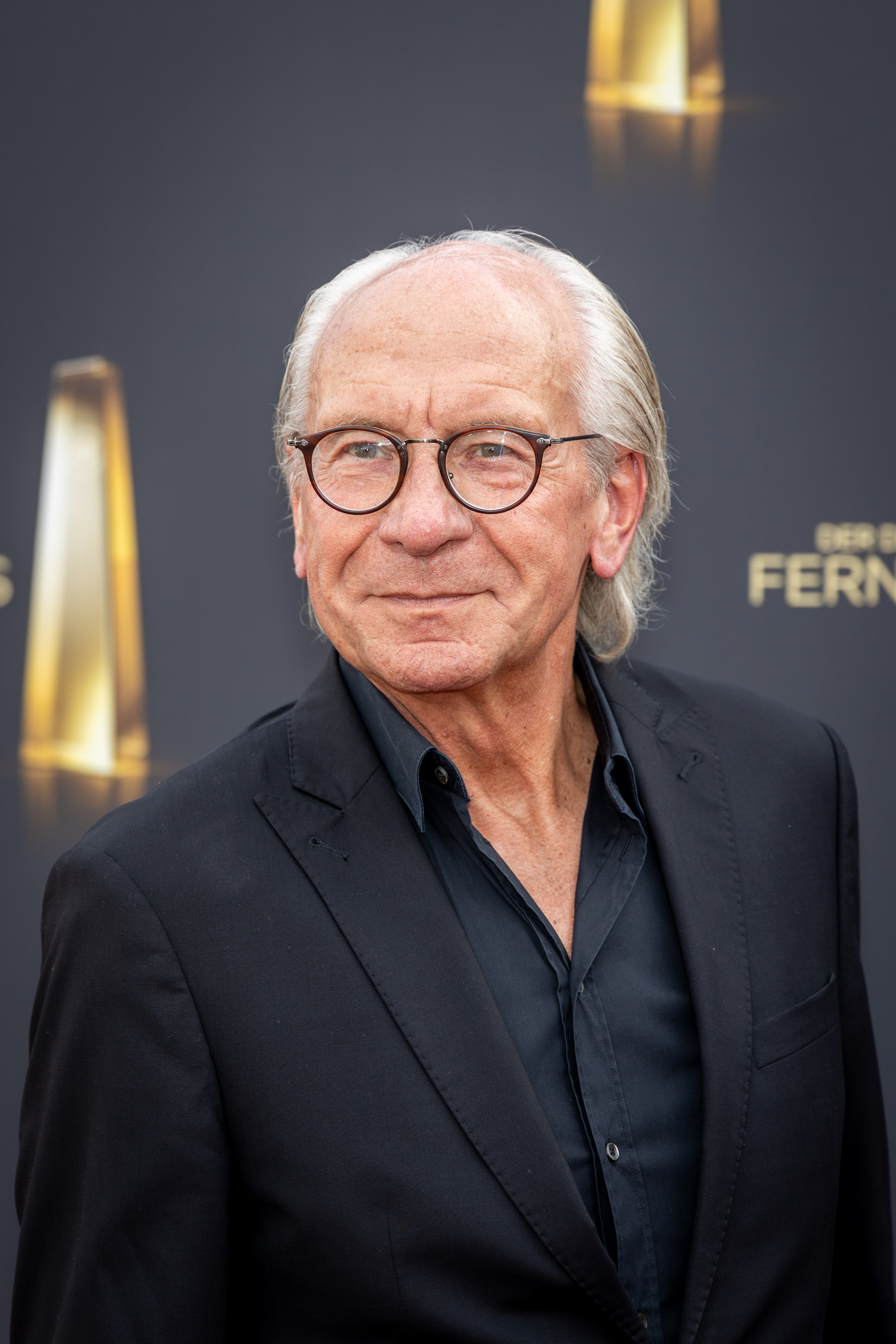
Der Juryvorsitzende der Verleihung 2022: Wolf Bauer

Über Nominierte und Preisträger entschied eine Jury. Die Sendervertreter arbeiteten mit in der Jury, stimmten jedoch bei der finalen Preisentscheidung nicht mit.
Die Jury für den Deutschen Fernsehpreis 2022 bildeten
- Wolf Bauer als Vorsitzender

sowie
- Viviane Andereggen (Regisseurin)

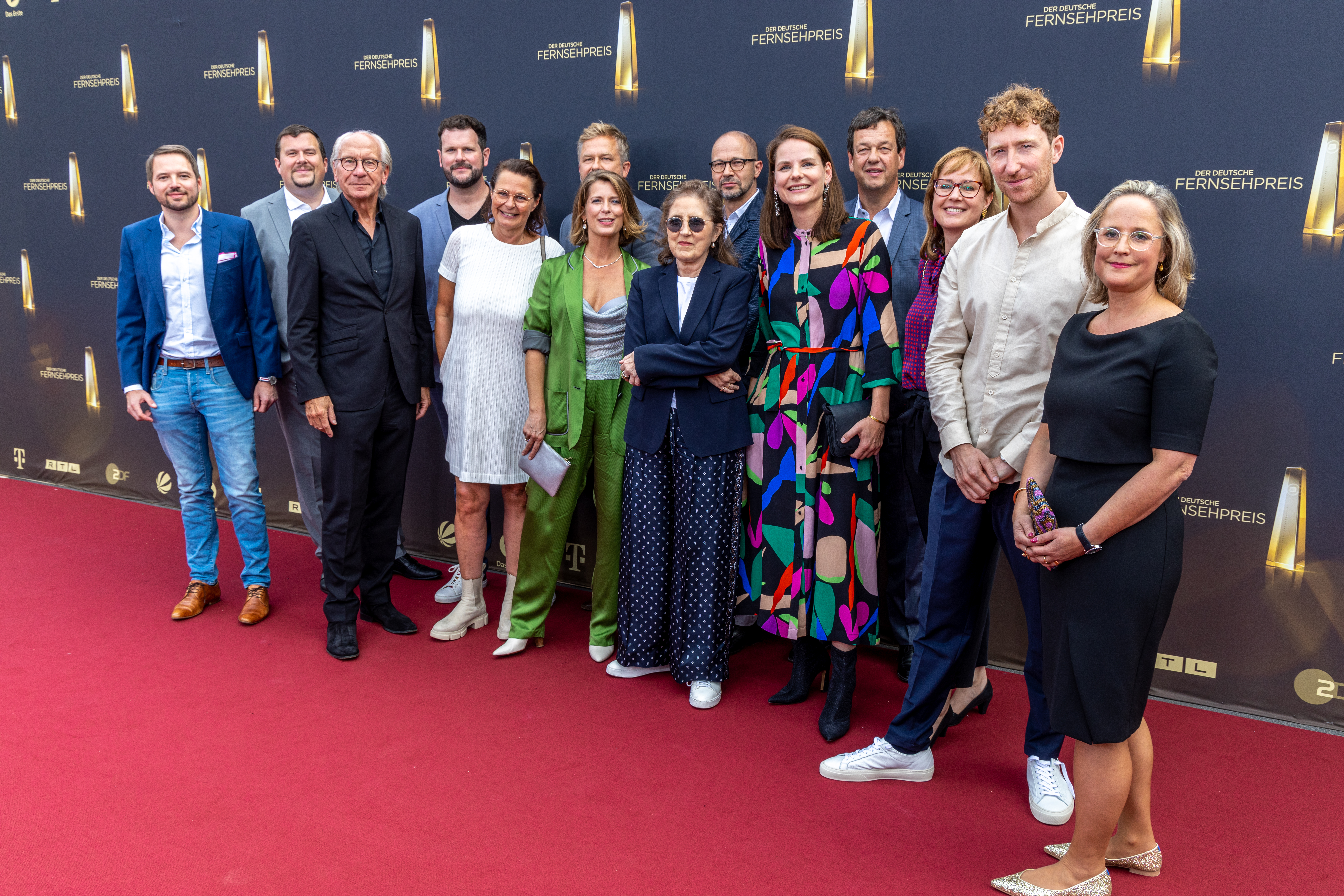
Jury des Deutschen Fernsehpreises 2022

- Nanni Erben (Produzentin, Madefor Film)
- Michaela Hummel (Geschäftsführerin Doclights)
- Louis Klamroth (Journalist, Moderator)
- Thomas Lückerath (DWDL-Chefredakteur, Geschäftsführer)
- Valerie Niehaus (Schauspielerin)
- Astrid Quentell (Geschäftsführerin Sony Pictures Film und Fernseh Produktion)
- Shary Reeves (Moderatorin, Autorin)
- Marc Terjung (Autor)

und
- Udo Grätz (Sendervertreter WDR, stellvertretender Chefredakteur)
- Daniel Guhl (Sendervertreter Deutsche Telekom, Lead MagentaTV Megathek)
- Malte Kruber (Sendervertreter RTL, Head of Producers)
- Milena Seyberth (Sendervertreterin ZDF, Chefin vom Dienst der Intendanz)
- Burkhardt Weiß (Sendervertreter Sat.1, Executive Producer Entertainment)

## Preisträger und Nominierungen: Fiktion

### Bester Fernsehfilm
Die Wannseekonferenz (ZDF)
Ein Leben lang (ARD/WDR)
Das weiße Schweigen (RTL+)

### Bester Mehrteiler
The Billion Dollar Code (Netflix)
Der Palast (ZDF)
Schneller als die Angst (ARD/MDR)

### Beste Drama-Serie
Faking Hitler (RTL+)
Becoming Charlie (ZDF)
Der Pass (Sky)

### Beste Comedy-Serie

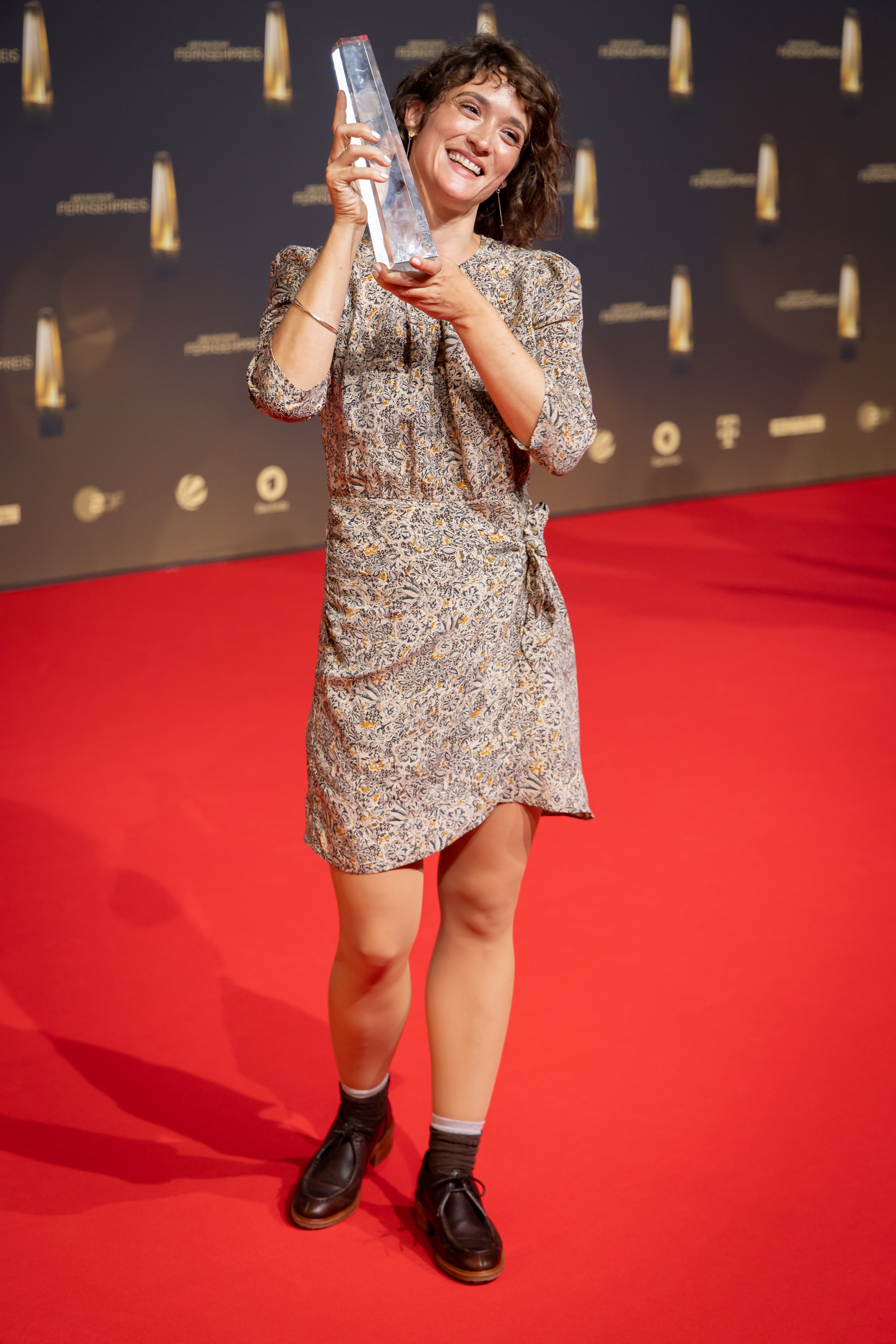
Friederike Becht

Oh Hell (MagentaTV)
Deadlines (ZDFneo)
Doppelhaushälfte (ZDFneo)

### Beste Schauspielerin
Friederike Becht für Schneller als die Angst (ARD/MDR)
Lea Drinda für Becoming Charlie (ZDF)
Mala Emde für Oh Hell (MagentaTV)
Julia Jentsch für Das weiße Schweigen (RTL+)
Corinna Kirchhoff für Ein Leben lang (ARD/WDR)

### Bester Schauspieler
Moritz Bleibtreu für Faking Hitler (RTL+)
Philipp Hochmair für Die Wannseekonferenz (ZDF)
Sebastian Koch für Euer Ehren (ARD/ORF)
Mišel Matičević für The Billion Dollar Code (Netflix)
Nicholas Ofczarek für Der Pass (Sky)

### Beste Regie Fiktion
Cyrill Boss und Philipp Stennert für Der Pass (Sky)
Matti Geschonneck für Die Wannseekonferenz (ZDF)
Barbara Ott und Arabella Bartsch für Deadlines (ZDFneo)

### Bestes Buch Fiktion
Magnus Vattrodt und Paul Mommertz für Die Wannseekonferenz (ZDF)
Johannes Boss für Oh Hell (MagentaTV)
Oliver Ziegenbalg und Robert Thalheim für The Billion Dollar Code (Netflix)

### Beste Kamera Fiktion
Philip Peschlow für Der Pass (Sky)
Henner Besuch für The Billion Dollar Code (Netflix)
Pascal Schmit für Die Heimsuchung (ARD)

### Bester Schnitt Fiktion
Friederike Weymar für Schneller als die Angst (ARD/MDR)
Andreas Baltschun und Lucas Seeberger für Der Pass (Sky)
Mona Bräuer für Ferdinand von Schirach – Glauben (Vox/RTL+)

### Beste Musik Fiktion
Inga Humpe, Tommi Eckart und Matthias Petsche für Eldorado KaDeWe – Jetzt ist unsere Zeit (ARD/RBB)
Raffael Seyfried für Ein Leben lang (ARD/WDR)
Helmut Zerlett und Robert Matt für Faking Hitler (RTL+)

### Beste Ausstattung Fiktion
Petra Albert (Szenenbild) für Eldorado KaDeWe – Jetzt ist unsere Zeit (ARD/RBB)
Myrna Wolff (Szenenbild) und Ingken Benesch (Kostüm) für The Billion Dollar Code (Netflix)
Jerome Latour (Szenenbild) für Der Palast (ZDF)

## Preisträger und Nominierungen: Unterhaltung

### Beste Unterhaltung Show
Wer stiehlt mir die Show? (ProSieben)
Die Giovanni Zarrella Show (ZDF)
Viva la Diva – Wer ist die Queen? (RTL)

### Beste Comedy/Late Night

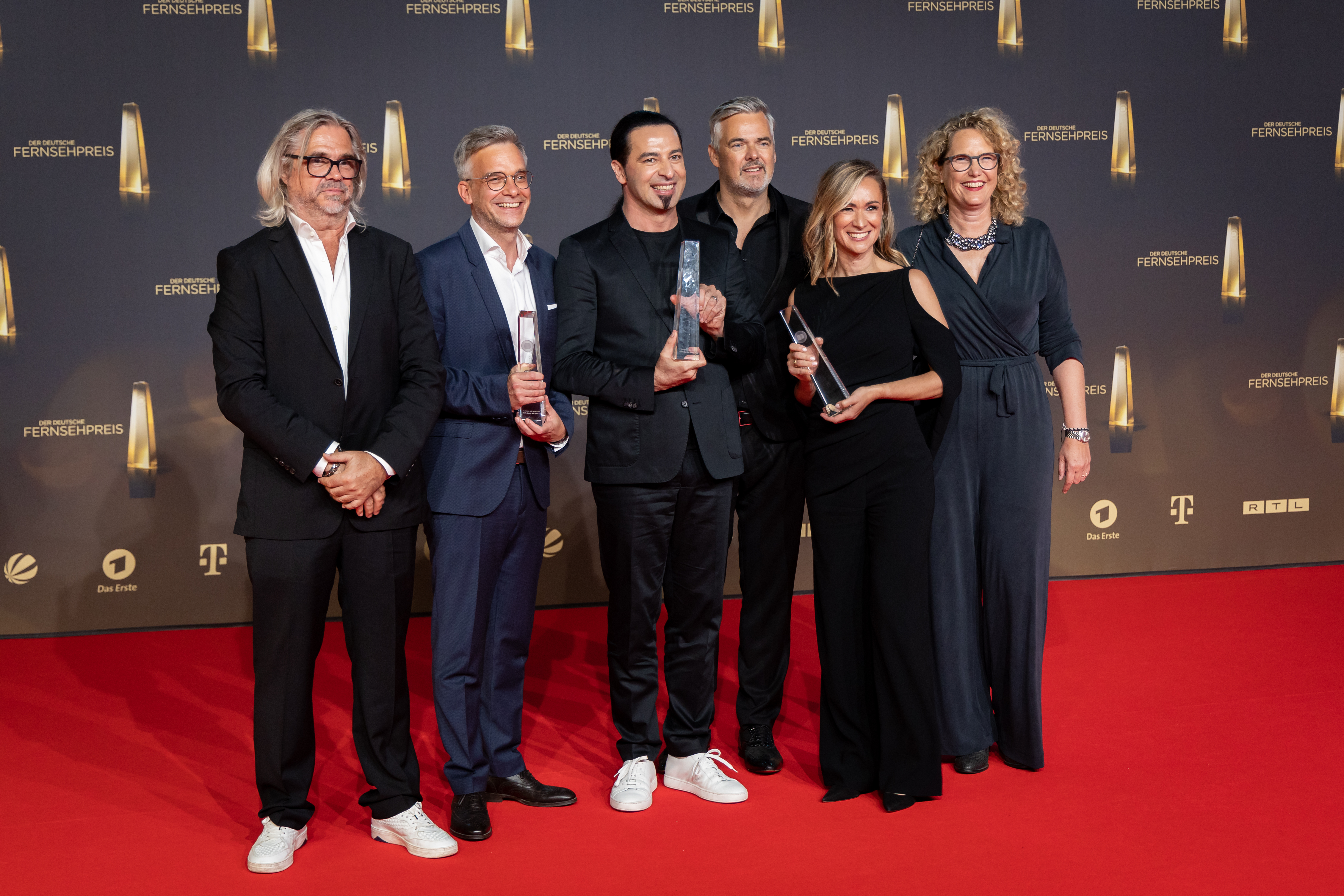
Team „Don’t Stop the Music Kids“

LOL: Last One Laughing (Amazon)
Die Carolin Kebekus Show (ARD/WDR)
ZDF Magazin Royale (ZDF)

### Bestes Factual Entertainment

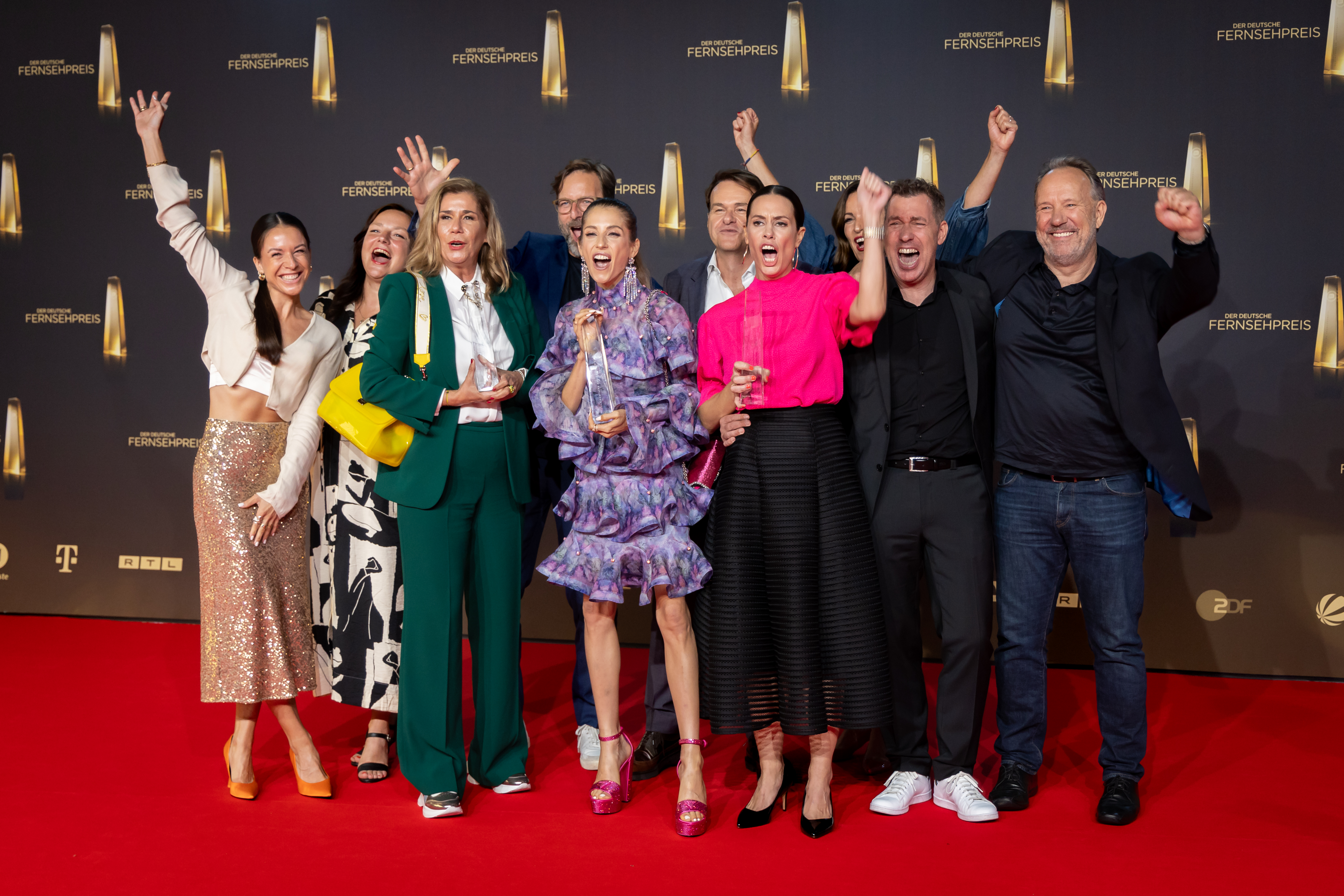
Kampf der Realitystars

Don’t Stop the Music und Don’t Stop the Music Kids (ZDF/KiKA)
Herr Raue reist! So schmeckt die Welt (MagentaTV)
Kitchen Impossible (Vox)

### Beste Unterhaltung Reality
Kampf der Realitystars (RTL Zwei)
Ich bin ein Star – Holt mich hier raus! (RTL)
Stadt + Land = Liebe (SWR)

### Beste Einzelleistung/Moderation Unterhaltung

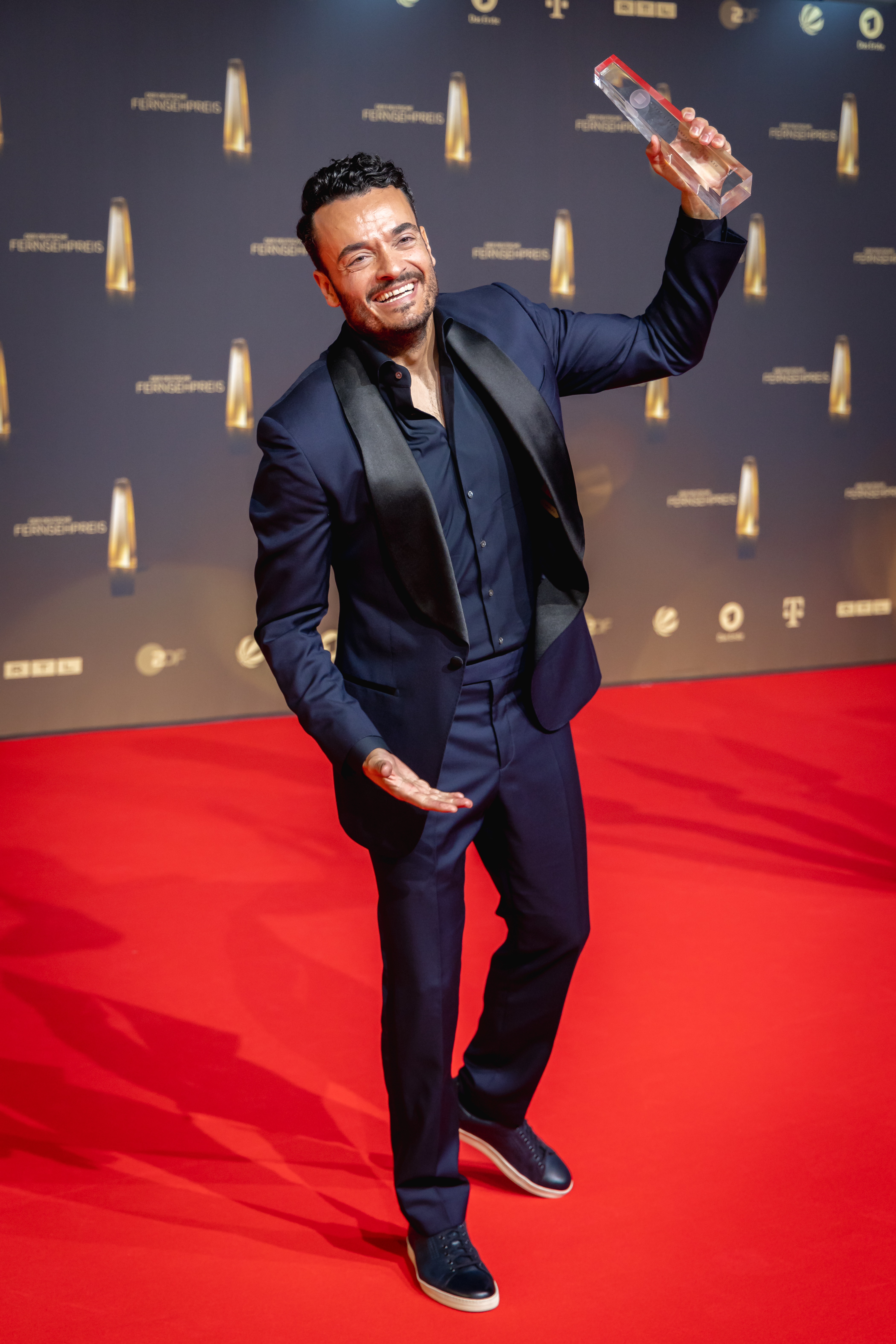
Giovanni Zarrella

Giovanni Zarrella für Die Giovanni Zarrella Show (ZDF)
Sebastian Pufpaff für TV total (ProSieben)
Collien Ulmen-Fernandes für Stadt + Land = Liebe (SWR)

### Beste Regie Unterhaltung
Johannes Spiecker für Wer stiehlt mir die Show? (ProSieben)
Andrea Achterberg für The Taste (Sat.1)
Jörg Imholz für Kampf der Realitystars (RTL Zwei)

### Bestes Buch Unterhaltung
Markus Hennig, Hanna Herbst, Nora Nagel und Jan Böhmermann für ZDF Magazin Royale (ZDF)
Sarah Bosetti für Bosetti will reden! und Bosetti die Erste – Julius Fischer ist auch dabei (ZDFkultur/MDR)
Claudius Pläging (Headautor) für Die Carolin Kebekus Show (ARD/WDR)

### Beste Ausstattung Unterhaltung

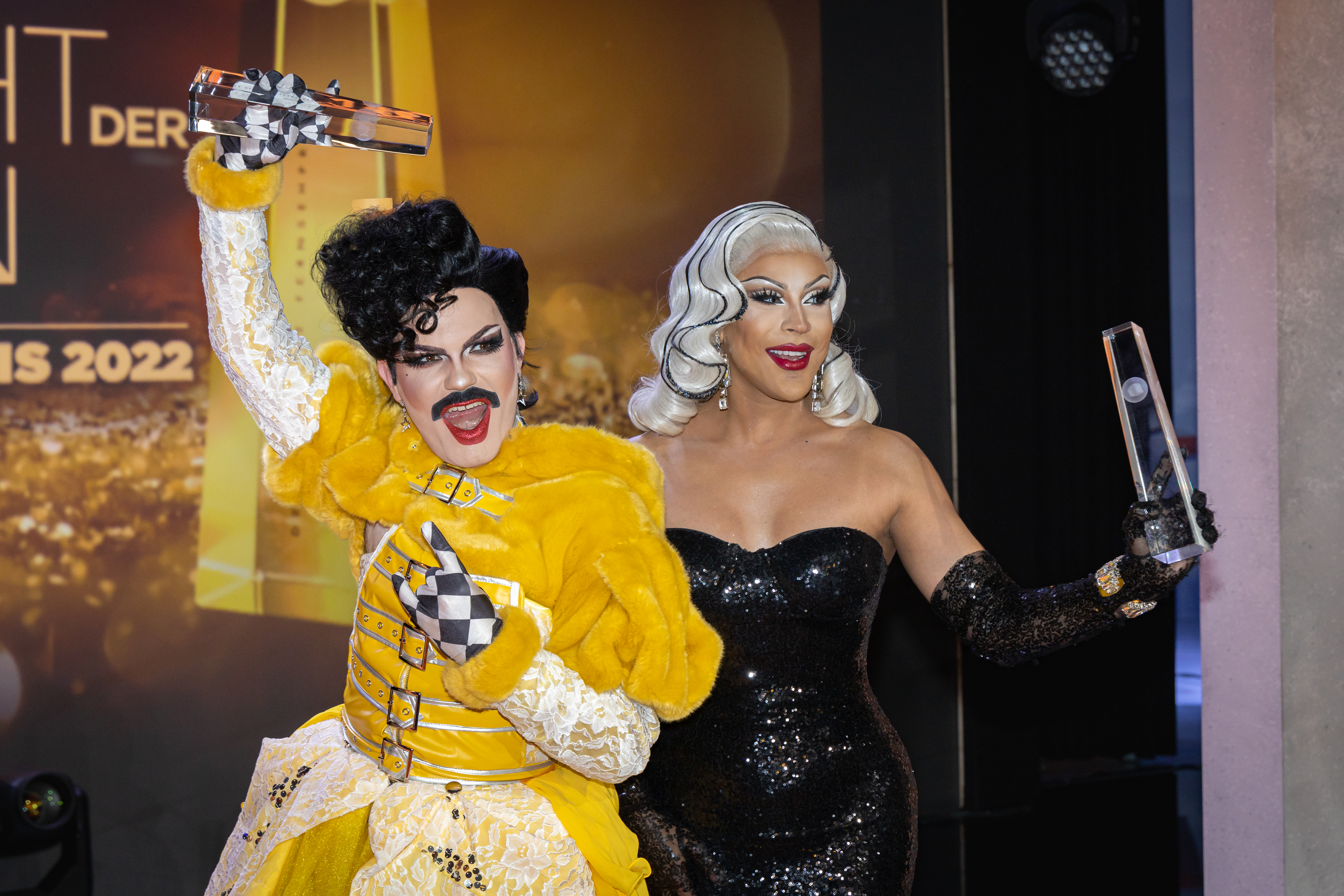
Envy Peru und Bambi Mercury mit dem Deutschen Fernsehpreis 2022

Envy Peru (Boris Itzkovich Escobar, Head of Make-up Artist) und Bambi Mercury (Tim Knaak, Designer Drag-Kostüme) für Viva la Diva – Wer ist die Queen? (RTL)
Bode Brodmüller (Set Design), Nils Bieda und Justus Saretz (Requisite) für Wer stiehlt mir die Show? (ProSieben)
Bas van der Poel und Oliver Fuchs (Set Design) für 99 – Eine:r schlägt sie alle! (Sat.1)

## Preisträger und Nominierungen: Information

### Beste Information
Kulturzeit (3sat/ZDF/ORF/SRF/ARD)
Maischberger (ARD/WDR)
Tagesthemen (ARD/NDR)

### Bestes Infotainment
Konfrontation: Markus Feldenkirchen trifft Robert Habeck/Karl Lauterbach (ARD/WDR)
MaiThink X – Die Show (ZDFneo)
Tracks East (Arte/ZDF)

### Beste Dokumentation/Reportage
Wie Gott uns schuf – Coming out in der katholischen Kirche (ARD/RBB/SWR/NDR)
Der Ausbruch – War die Pandemie vermeidbar? (ZDF)
Gladbeck (Netflix)
Die Nacht, als die Flut kam – Protokoll einer Klimakatastrophe (Arte/ZDF)
Team Wallraff: Jetzt erst recht! (RTL)

### Bester Doku-Mehrteiler/Serie
Kevin Kühnert und die SPD (NDR)
MSV – Mein Herz schlägt numa hier (RTL+)
ZDFzoom: Digital Empire (ZDF)

### Beste persönliche Leistung Information

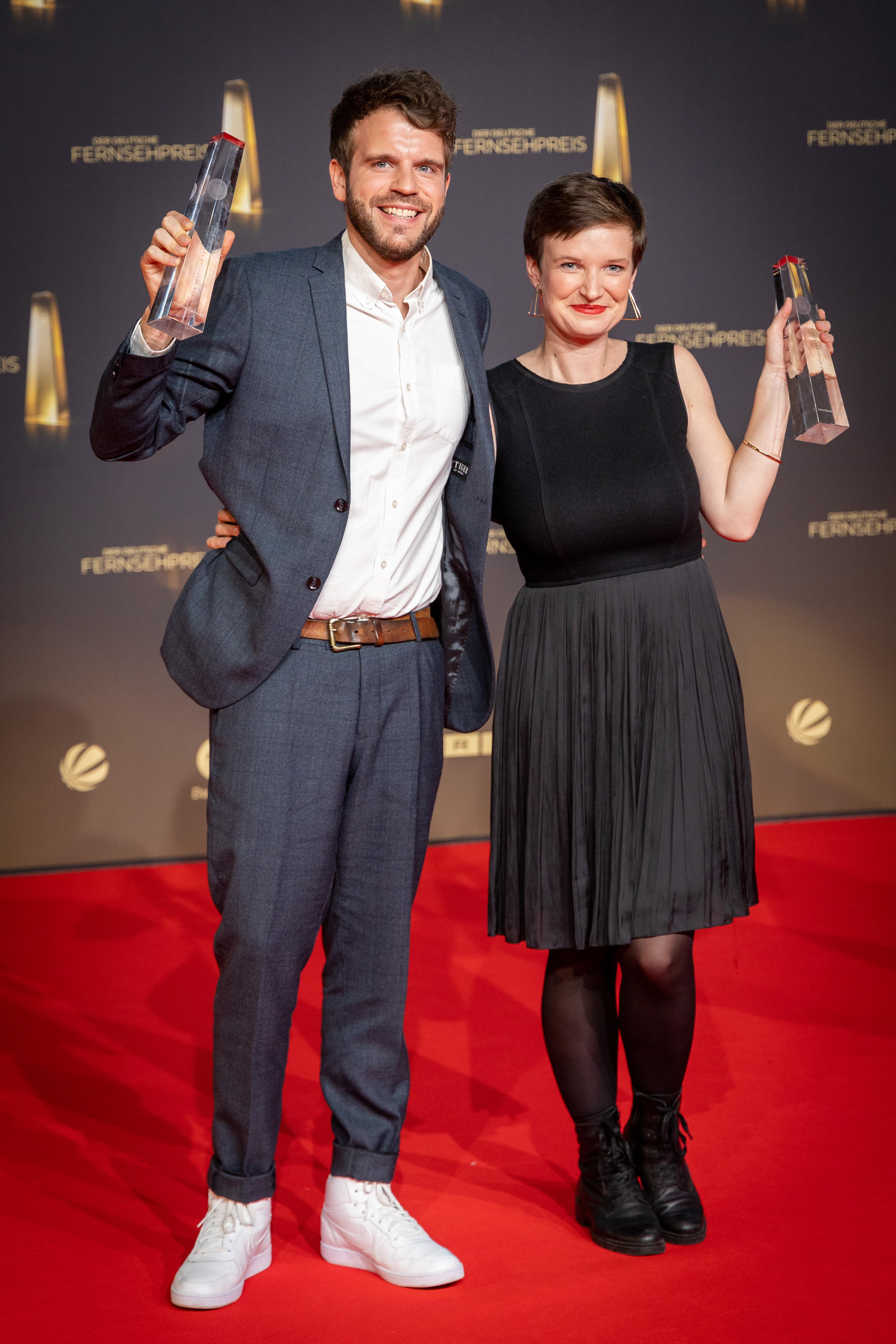
Lucas Stratmann und Katharina Schiele für „Kevin Kühnert und die SPD“

Katrin Eigendorf für Berichterstattung zum Ukraine-Krieg (ZDF)
Steffen Schwarzkopf für Berichterstattung zum Ukraine-Krieg (Welt)
Kavita Sharma für Berichterstattung zum Ukraine-Krieg (RTL/n-tv)

### Beste Kamera Information/Dokumentation
Katharina Schiele und Lucas Stratmann für Kevin Kühnert und die SPD (NDR)
Christian von Brockhausen und Willem Konrad für Soldaten (NDR/RBB)
Nicolai Mehring für Shiny Flakes: The Teenage Drug Lord (Netflix)

### Bester Schnitt Information/Dokumentation
Janine Dauterich für Gladbeck (Netflix)
André Hammesfahr für Der Ausbruch – War die Pandemie vermeidbar? (ZDF)
Andreas von Huene und Yütte Reischmann für Kevin Kühnert und die SPD (NDR)

## Preisträger und Nominierungen: Sport

### Beste Sportsendung

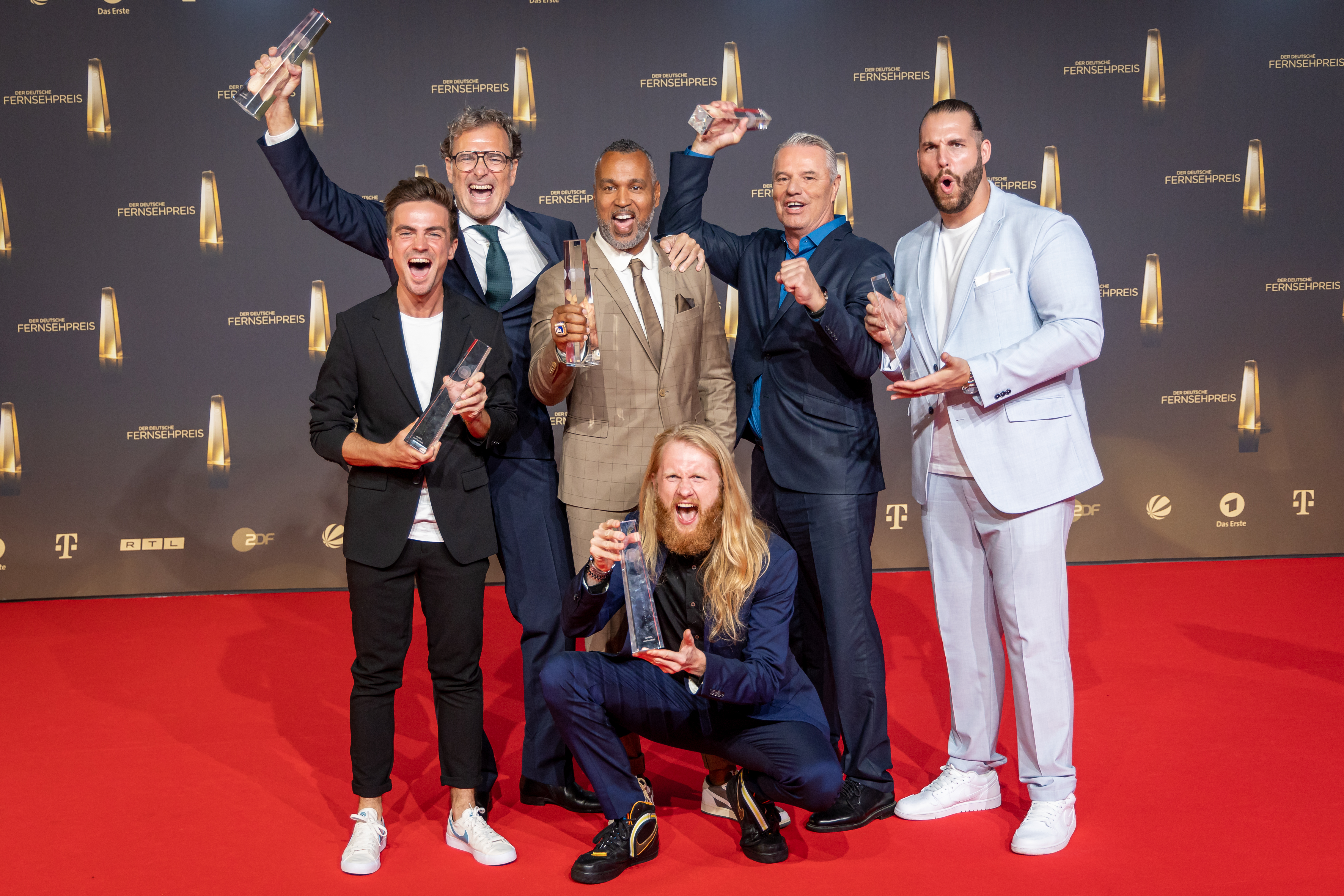
ran NFL und ran Football

ran NFL und ran Football (ProSieben/ProSieben Maxx)
Paralympics Tokio/Peking (ARD/ZDF/NDR/BR)
UEFA Europa League Finale (RTL)

## Weitere Preisträger

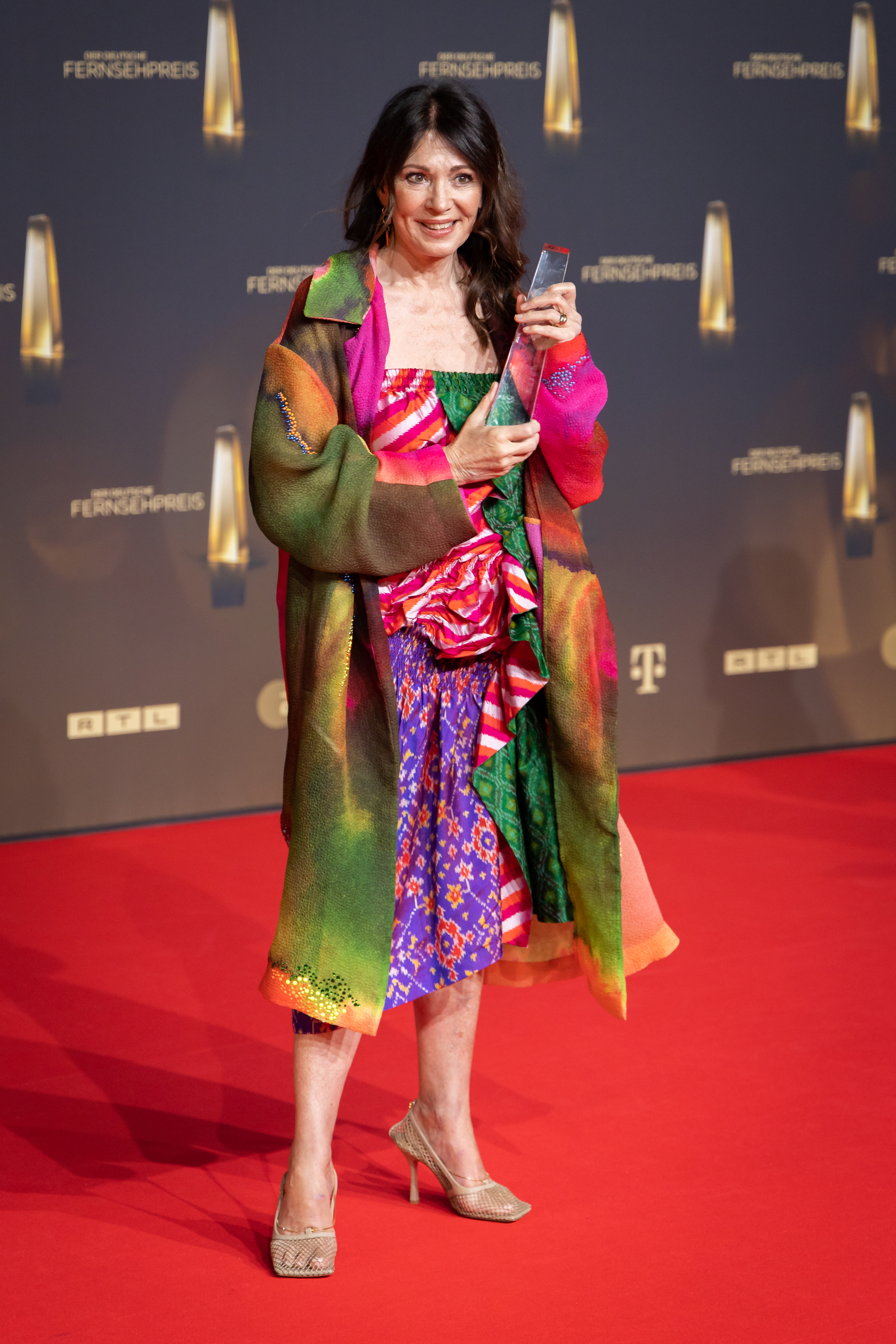
Iris Berben mit dem Deutschen Fernsehpreis 2022

Die folgenden Preise sind von den Stiftern des Deutschen Fernsehpreises gesetzte Preise und werden ohne vorherige Nominierung verliehen. Zu den Stiftern gehören Daniel Rosemann, Geschäftsführer von Sat.1, Tom Buhrow, Intendant des WDR sowie Stephan Schäfer, Co-Geschäftsführer von RTL Deutschland. Neu hinzugekommen sind Arnim Butzen, stellvertretender TV-Chef der Telekom Deutschland und Norbert Himmler, Intendant des ZDF.

### Ehrenpreis der Stifter
Den Ehrenpreis der Stifter 2022 erhielt die Schauspielerin Iris Berben. Damit ehren die Stifter des Deutschen Fernsehpreises eine Person für ihre Verdienste in Film und Fernsehen. Die Preisträgerin wurde vor der Verleihung am 12. September 2022 bekannt gegeben.

### Förder-/Nachwuchspreis
Der mit 15.000 Euro dotierte Förderpreis für den Nachwuchs wurde an die Journalistin Salwa Houmsi für ihre Moderation des Debattenformats 13 Fragen und der Kulturreportage Aspekte vergeben.